# Maria Wörth
Maria Wörth is een gemeente in de Oostenrijkse deelstaat Karinthië, en maakt deel uit van het district Klagenfurt-Land. Het ligt aan de Wörthersee en telt 1357 inwoners.

## Plaatsen binnen de gemeente
- Reifnitz met het Schloss Reifnitz
- Maiernigg met het componeerhuisje van Gustav Mahler

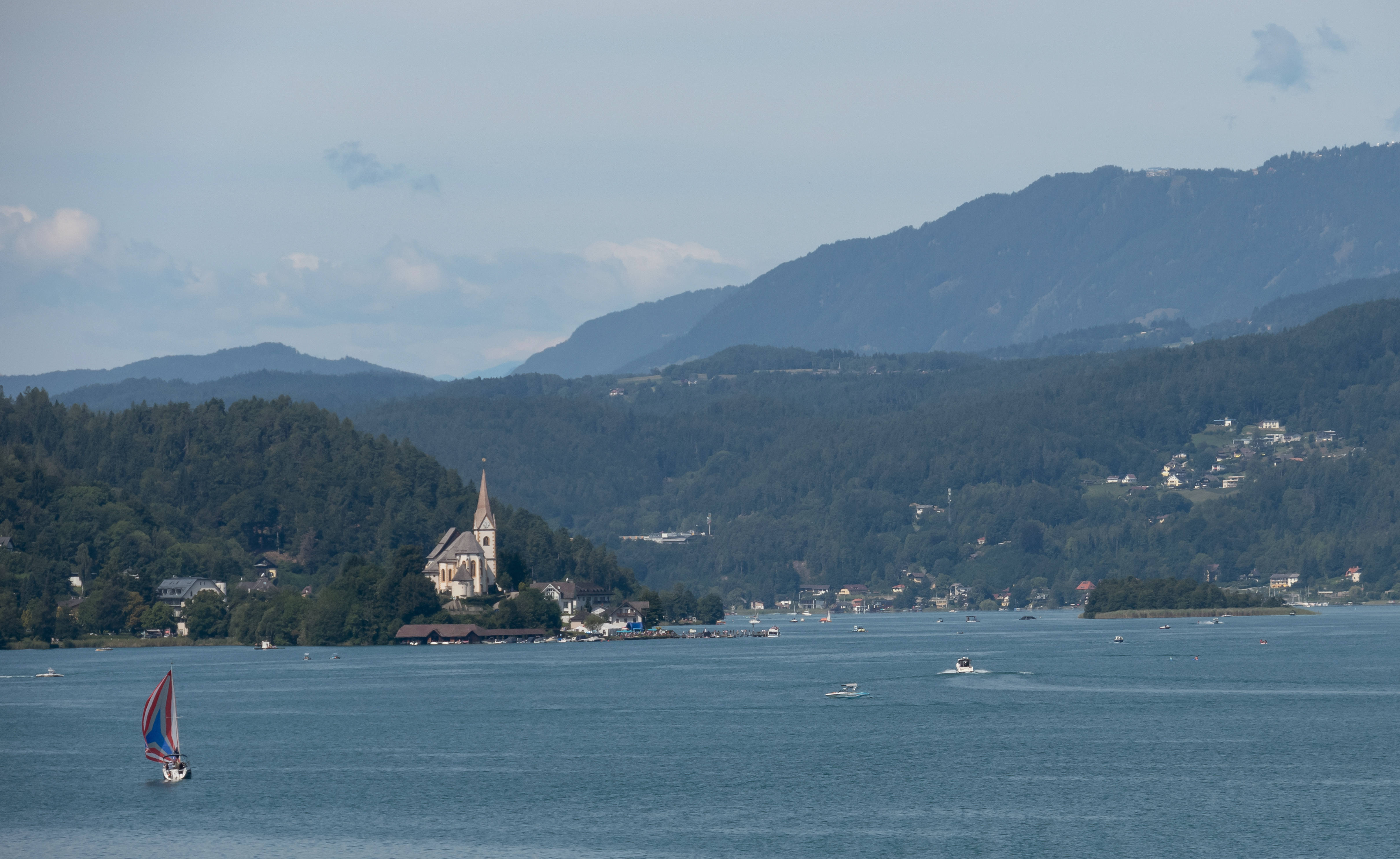
Maria Wörth, dorpszicht

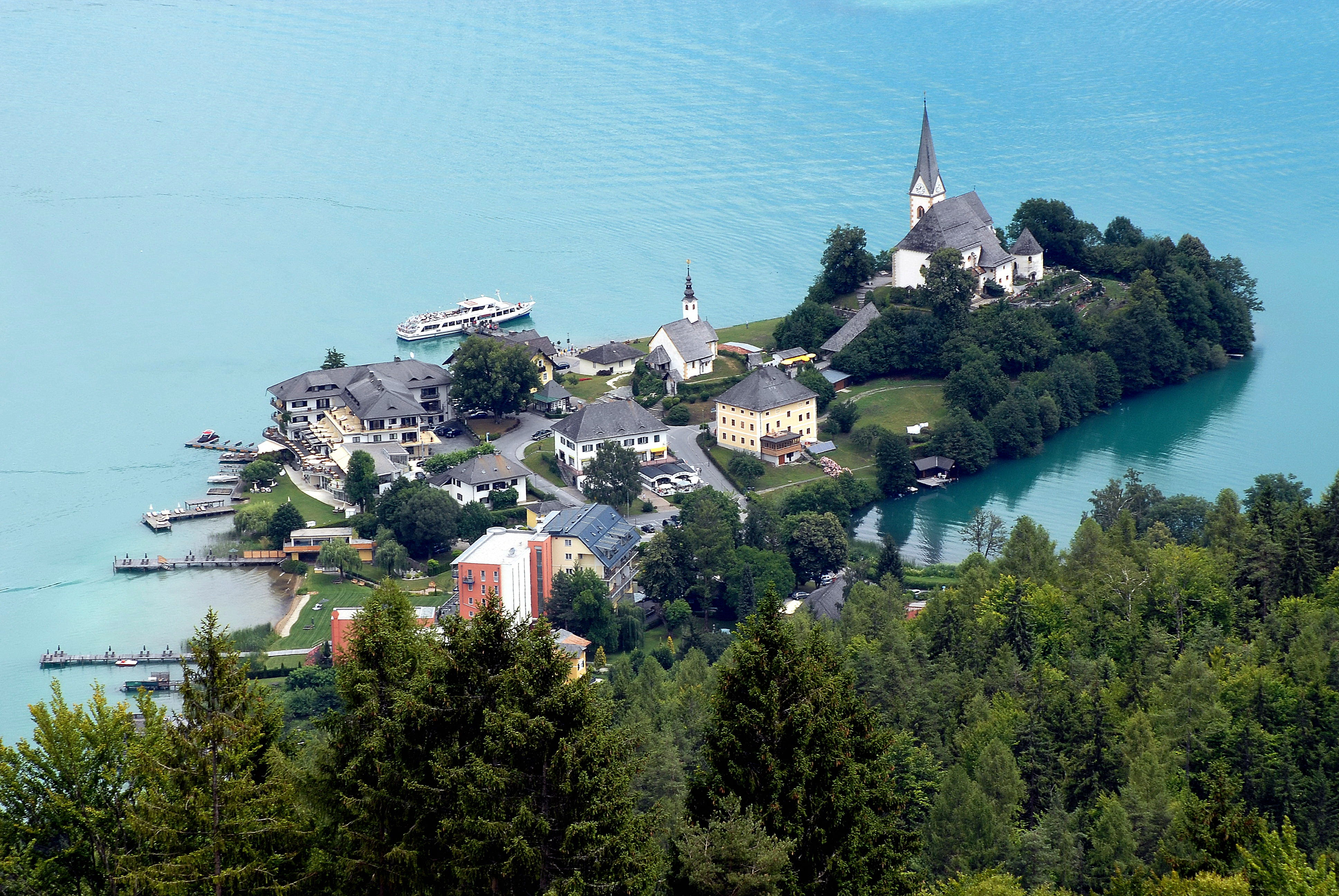
Maria Wörth op een schiereiland in de Wörthersee

Ebenthal in Kärnten ·
Feistritz im Rosental ·
Ferlach ·
Grafenstein ·
Keutschach am See ·
Köttmannsdorf ·
Krumpendorf am Wörthersee ·
Ludmannsdorf ·
Magdalensberg ·
Maria Rain ·
Maria Saal ·
Maria Wörth ·
Moosburg ·
Poggersdorf ·
Pörtschach am Wörthersee ·
Sankt Margareten im Rosental ·
Schiefling am Wörthersee ·
Techelsberg am Wörther See ·
Zell
- Gemeinsame Normdatei: 4037523-7
- Nationale Bibliotheek van Israël: 987007557624205171
- Virtual International Authority File: 134936068